# 거꾸로 가는 여자
《거꾸로 가는 여자》는 1994년에 개봉한 대한민국의 영화이다.

## 캐스팅
- 강리나 : 장명화 역
- 남성훈 : 나 기자 역
- 남영진 : 배 상무 역
- 박병오 : 배 사장 역
- 이종만 : 윤 회장 역
- 문미봉 : 신씨 역
- 김형자 : 강씨 역
- 양택조 : 황 사장 역
- 원종례 : 현씨 역
- 송금식 : 덕팔 역
- 홍성민 : 문 회장 역
- 원준 : 상철 역
- 조학자 : 고문여인 역
- 정세혁 : 짝배 역
- 김현숙 : 오주란 역
- 김순영 : 현주 역
- 홍진 : 성애 역
- 정연주 : 미란 역
- 추진영 : 정희 역
- 김은아 : 영림 역
- 안진숙 : 장 사장 역
- 정영국 : 국장 역
- 신찬일 : 낚시꾼 역
- 강희 : 가정부 역
- 김예령 : 여인 역
- 오도규 : 별장지기 역
- 최근재 : 고문사나이 역
- 김덕형 : 장의수하 1 역
- 이시은 : 장의수하 2 역
- 김범석 : 장의수하 3 역
- 한경선 : 배의수하 1 역
- 김학성 : 배의수하 2 역
- 최영래 : 배의수하 3 역
- 김진오 : 약혼녀 역
- 김언림 : 어릴적명화 역